# Centrul de curling Gangneung
Centrul de curling Gangneung (강릉 실내 빙상 경기장) este patinoar care a fost utilizat pentru Jocurile Mondiale Olimpice Speciale de Iarnă din 2013 și va fi folosit atât pentru Jocurile Olimpice de iarnă din 2018 cât și pentru Jocurile Paralimpice de iarnă din 2018. Acesta a fost inaugurat în 1998. Acesta este situat în orașul de coastă Gangneung. Va fi locul de desfășurare pentru curling și pentru curling în scaun cu rotile. Capacitatea patinoarului este de 3.500 de locuri.
Acesta este singurul stadion din Gangneung care a existat înainte de alegerea Pyeongchang ca oraș-gazdă a Jocurilor de Iarnă din 2018. Înainte de Jocurile era cunoscut sub numele de Patinoarul Gangneung. Acesta a fost renovat în perioada octombrie 2015 și octombrie 2016.
Centrul a fost locul de desfășurare a probelor de hochei pe gheață la Jocurile Asiatice de Iarnă din 1999 și a găzduit Campionatul mondial de curling feminin din 2009. În mod tradițional, locul de desfășurare gazdă Olimpic va găzdui Campionatele Mondiale de Juniori Curling în anul precedent la jocuri.